# Río Caledon
El río Caledon (en sesotho: Mohokare; en inglés: Caledon River; en afrikáans: Caledonrivier) es un río que se encuentra en el sureste de África, que nace en las montañas de Drakensberg en Lesoto. Su origen está en el antiguo bantustán de QwaQwa, cerca de la frontera con Lesoto, al suroeste de Witsieshoek. A continuación, fluye hacia el suroeste, marcando la frontera entre Sudáfrica y Lesoto antes de entrar en la provincia de Estado Libre en Sudáfrica (al norte de Wepener). Sigue después hacia el oeste antes de reunirse con el río Orange cerca de Bethulie, justo antes de la represa de Gariep.